# Рібіца (комуна)
Рібіца (рум. Ribița) — комуна у повіті Хунедоара в Румунії. До складу комуни входять такі села (дані про населення за 2002 рік):
- Думбрава-де-Жос (255 осіб)
- Думбрава-де-Сус (82 особи)
- Крішан (517 осіб)
- Рібіца (602 особи) — адміністративний центр комуни
- Рібічоара (51 особа)
- Уйберешть (89 осіб)

Комуна розташована на відстані 324 км на північний захід від Бухареста, 35 км на північ від Деви, 91 км на південний захід від Клуж-Напоки, 127 км на схід від Тімішоари.

## Населення
За даними перепису населення 2002 року у комуні проживали 1596 осіб.
Національний склад населення комуни:
| Національність | Кількість осіб | Відсоток |
| -------------- | -------------- | -------- |
| румуни         | 1594           | 99,9%    |
| угорці         | 2              | 0,1%     |

Рідною мовою назвали:
| Мова      | Кількість осіб | Відсоток |
| --------- | -------------- | -------- |
| румунська | 1594           | 99,9%    |
| угорська  | 2              | 0,1%     |

Склад населення комуни за віросповіданням:
| Релігія        | Кількість осіб | Відсоток |
| -------------- | -------------- | -------- |
| православні    | 1566           | 98,1%    |
| не релігійні   | 6              | 0,4%     |
| римо-католики  | 5              | 0,3%     |
| п'ятдесятники  | 5              | 0,3%     |
| реформати      | 1              | 0,1%     |
| греко-католики | 1              | 0,1%     |
| адвентисти     | 1              | 0,1%     |